# Gay Noon
Gay Noon, född 26 februari 1949 i Sjöbo i Skåne län, var en svensk varmblodig travhäst. Han tränades och kördes av Gunnar Nordin.
Gay Noon sprang in 307 145 kronor på 83 starter varav 25 segrar, 24 andraplatser och 13 tredjeplatser. Bland hans främsta meriter räknas segrarna i Svenskt Trav-Kriterium (1952), Svenskt Travderby (1953), Preis der Besten (1955) och en tredjeplats i Elitloppet (1955). På Solvalla vann han Walter Lundbergs Memorial tre år i rad (1954–1956).